# Carabus tuberculosus
Carabus tuberculosus es una especie de insecto adéfago del género Carabus, familia Carabidae. Fue descrita científicamente por Dejean en 1829.
Habita en China, Japón, Kazajistán, Mongolia, Corea del Norte y del Sur y Rusia.